# The Little Adventuress
The Little Adventuress è un film muto del 1927 diretto da William C. de Mille. Il lavoro teatrale The Dover Road di A.A. Milne fu ripreso nel 1934 in un'ulteriore versione cinematografica, Where Sinners Meet, diretta da J. Walter Ruben.

## Produzione
Il film fu prodotto dalla DeMille Pictures Corporation.

## Distribuzione
Distribuito dalla Producers Distributing Corporation (PDC), il film uscì nelle sale cinematografiche statunitensi l'11 aprile 1927.